# عظاءة قائدة مقوسة
عظاءة قائدة مقوسة (الاسم العلمي: Archegosaurus)، جنس برمائيات منقرض من مقسومات الفقار لتي عاشت خلال مراحل الأسيلي إلى الوشابنغي من العصر البرمي، منذ حوالي 299-253 مليون سنة. تم العثور على بقايا هذا الحيوان، الذي يتكون من 90 هيكلًا جزئيًا على الأقل (معظمها جماجم)، في ألمانيا. صاغ غولدفوس اسم Archegosaurus في عام 1847. عظاءة قائدة مقوسة هي عضو في عظاءات قائدة مقوسة وهو جنس النمطي لتلك الفصيلة.